# جيولا فاركاس
جيولا فاركاس (بالمجرية: Farkas Gyula)‏ (و. 1847 – 1930 م) هو رياضياتي، وفيزيائي، وأستاذ جامعي من المجر .
وكان عضواً في الأكاديمية الهنغارية للعلوم .